# West St. Paul (Minnesota)
West St. Paul è un comune degli Stati Uniti d'America, situato in Minnesota, nella contea di Dakota.